# مجلس شورای پاکستان
مجلس شورای پاکستان (به اردو: مجلس شوریٰ پاکستان) نهاد عالی و فدرال قانون گذاری پاکستان است. این قوه مقننه دومجلسی فدرال مشتمل بر سنا به عنوان مجلس علیا و اسمبلی ملی، به عنوان مجلس سفلی است. بنابر قانون اساسی جمهوری اسلامی پاکستان، رئیس‌جمهور پاکستان نیز جزئی از پارلمان است. مجلس شوری برای دوره‌های پنج ساله بر اساس رأی آحاد مردم انتخاب می‌شود. بنا به توصیهٔ نخست‌وزیر و اختیار رئیس‌جمهور، دورهٔ مجلس شوری خاتمه می‌یابد.

## گردهمایی ملی
مجلس ملی پاکستان مجلس سفلی این پارلمان است. مجلس ملی دارای ۳۴۲ کرسی است که ۲۷۲ کرسی آن مستقیماً انتخاب می‌شوند، ۶۰ کرسی به زنان و ۱۰ کرسی دیگر برای اقلیت‌های مذهبی اختصاص دارد. مجلس ملی پاکستان نهاد مقننه مستقل این کشور است. این مظهر اراده مردم است که به خود اجازه دهند تحت سیستم پارلمانی فدرال دموکراتیک و چند حزبی اداره شوند. مجلس ملی قوانینی را برای فدراسیون در رابطه با اختیارات ذکر شده در فهرست قانونگذاری فدرال وضع می‌کند. مجلس ملی از طریق مباحثات، طرح تعویق، ساعت سؤال و کمیته‌های دائمی، قوه مجریه را کنترل می‌کند و تضمین می‌کند که دولت در چارچوب پارامترهای تعیین شده در قانون اساسی عمل می‌کند و حقوق اساسی شهروندان را نقض نمی‌کند. فقط مجلس ملی، از طریق کمیته محاسبات عمومی، مخارج عمومی را بررسی می‌کند و مخارج انجام شده توسط دولت را کنترل می‌کند. اعضای شورای ملی با رأی مستقیم و آزاد مطابق قانون انتخاب می‌شوند.
در اصل ۵۰ قانون اساسی، پارلمان پاکستان از رئیس‌جمهور و دو مجلس موسوم به مجلس ملی و سنا تشکیل می‌شود. مجلس ملی با قانونگذاری منحصراً در مورد مسائل پولی بر سنا برتری دارد. با این حال، به استثنای قبوض پول، هر دو مجلس با هم کار می‌کنند تا کارهای اساسی مجلس، یعنی قانون گذاری را انجام دهند. لایحه مربوط به فهرست قانونگذاری فدرال می‌تواند در هر دو مجلس صادر شود. اگر مجلس با اکثریت آرا لایحه را تصویب کرد، به مجلس دیگر ارسال می‌شود. اگر مجلس دیگر بدون اصلاح آن را تصویب کند، برای تصویب به رئیس‌جمهور ارائه می‌شود. در صورتی که لایحه ای که به مجلس دیگر ارسال شده ظرف نود روز به تصویب نرسد یا رد شود، در جلسه مشترکی مورد بررسی قرار می‌گیرد که به درخواست مجلسی که لایحه در آن طرح شده‌است توسط رئیس‌جمهور احضار می‌شود. در صورتی که این لایحه در جلسه مشترک با یا بدون اصلاح با رای اکثریت نمایندگان دو مجلس به تصویب برسد برای تصویب به رئیس‌جمهور ارائه می‌شود.
در صورتی که لایحه برای تصویب به رئیس‌جمهور ارائه شود، حداکثر ظرف ده روز لایحه را تصویب می‌کند. در صورتی که قبض پولی نباشد، رئیس‌جمهور می‌تواند با ارسال پیامی مبنی بر بررسی مجدد لایحه و بررسی اصلاحیه مندرج در پیام، لایحه را به مجلس شورا برگرداند. مجلس شورا در جلسه مشترک این لایحه را مورد بررسی مجدد قرار می‌دهد. در صورتی که لایحه مجدداً با یا بدون اصلاح با رأی اکثریت اعضای حاضر و رأی دهنده به تصویب برسد به رئیس‌جمهور تقدیم می‌شود و رئیس‌جمهور ظرف ده روز موافقت می‌کند. در غیر این صورت چنین موافقتی صادر شده تلقی می‌شود. بر اساس قانون اساسی، مجلس می‌تواند برای دو یا چند استان با موافقت و درخواست آن استان‌ها نیز قانون وضع کند. اگر دولت فدرال در هر استانی وضعیت فوق‌العاده اعلام کند، قدرت قانون گذاری در مورد آن استان به پارلمان واگذار می‌شود. اما لوایح مصوب مجلس در ایام فوق‌العاده پس از انقضای شش ماه از تاریخ رفع اضطرار از بین می‌رود. با این وجود، اقداماتی که قبلاً تحت این قوانین انجام شده‌است، معتبر خواهند بود. مجلس در اجرای نقش اساسی خود وظایف بسیار مهم دیگری نیز بر عهده دارد. رئیس‌جمهور که در راس قرار دارد توسط اعضای هر دو مجلس پارلمان و مجامع استانی انتخاب می‌شود. نخست‌وزیر، که ریاست کابینه را بر عهده دارد و برای کمک و مشاوره به رئیس‌جمهور در وظایفش قرار دارد، متعلق به مجلس ملی است. وی از اعتماد اکثریت اعضای شورای ملی برخوردار است. اعضای کابینه توسط رئیس‌جمهور به توصیه نخست‌وزیر منصوب می‌شوند.